# USS Torsk (SS-423)
L'USS Torsk (SS-423) est un sous-marin d'attaque américain de la classe Tench. Lancé le 6 septembre 1944, il participe à la guerre du Pacifique et torpille le 14 août 1945 le Kaibokan 47, le dernier navire de la marine impériale japonaise coulé avant la capitulation du Japon.
Le Torsk est retiré du service en 1968 et devient le 26 septembre 1972 un navire musée exposé au Inner Harbor de Baltimore. Il est classé National Historic Landmark.

## Histoire
L'USS Torsk est mis en service le 16 décembre 1944 et est un des dix sous-marins de la classe Tench à participer activement à la Seconde Guerre mondiale. Il est affecté à la flotte du Pacifique et opère depuis la base de Pearl Harbor à Hawaï. Il réalise sa première patrouille du 15 avril au 16 juin 1945 puis reprend la mer du 17 juillet au 9 septembre. Au cours de cette deuxième patrouille il coule trois navires ennemis : un petit cargo le 13 août, puis deux frégates le lendemain qui seront les deux derniers navires de guerre japonais torpillés avant la fin du conflit.
Après la guerre le Torsk devient un navire-école à New London tout en continuant d'être régulièrement déployé dans l'océan Atlantique et en mer Méditerranée. Dans les années 1950, il participe aux tests du missile de croisière SSM-N-8A Regulus et à la crise de 1958 au Liban, ce dernier événement lui valant une Presidential Unit Citation. En 1962, il intervient pendant la crise des missiles de Cuba et reçoit la Navy Commendation Medal.
Il est retiré du service le 4 mars 1968 avec le nombre impressionnant de 10 600 plongées au cours de sa carrière. Il est transformé en navire musée à Baltimore en 1972.